# 緑山スタジオ・シティ

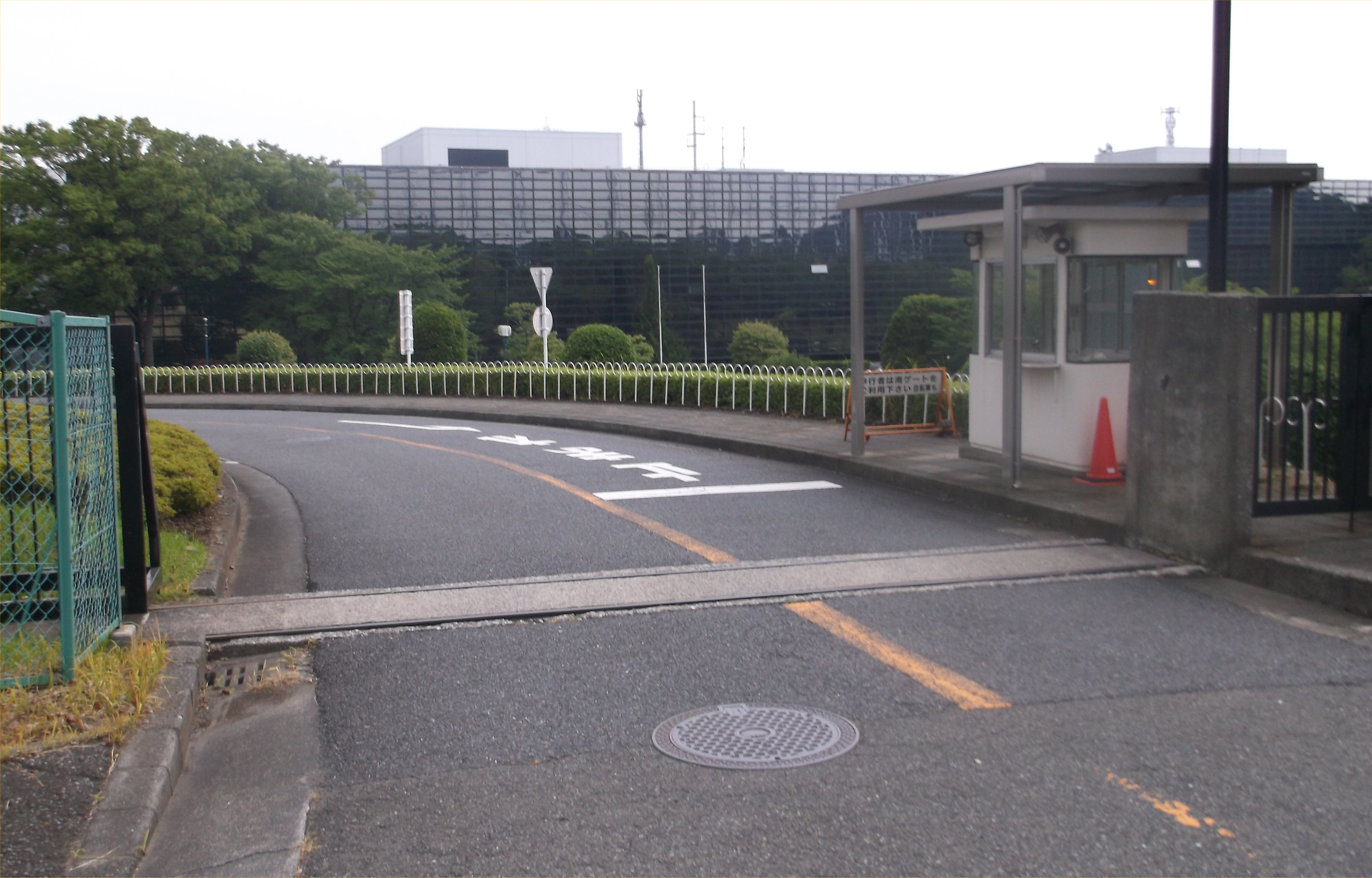
神奈川県横浜市青葉区緑山にある「緑山スタジオ・シティ」の入り口の写真。写真奥に見えるガラス張りの建物が「緑山スタジオ」

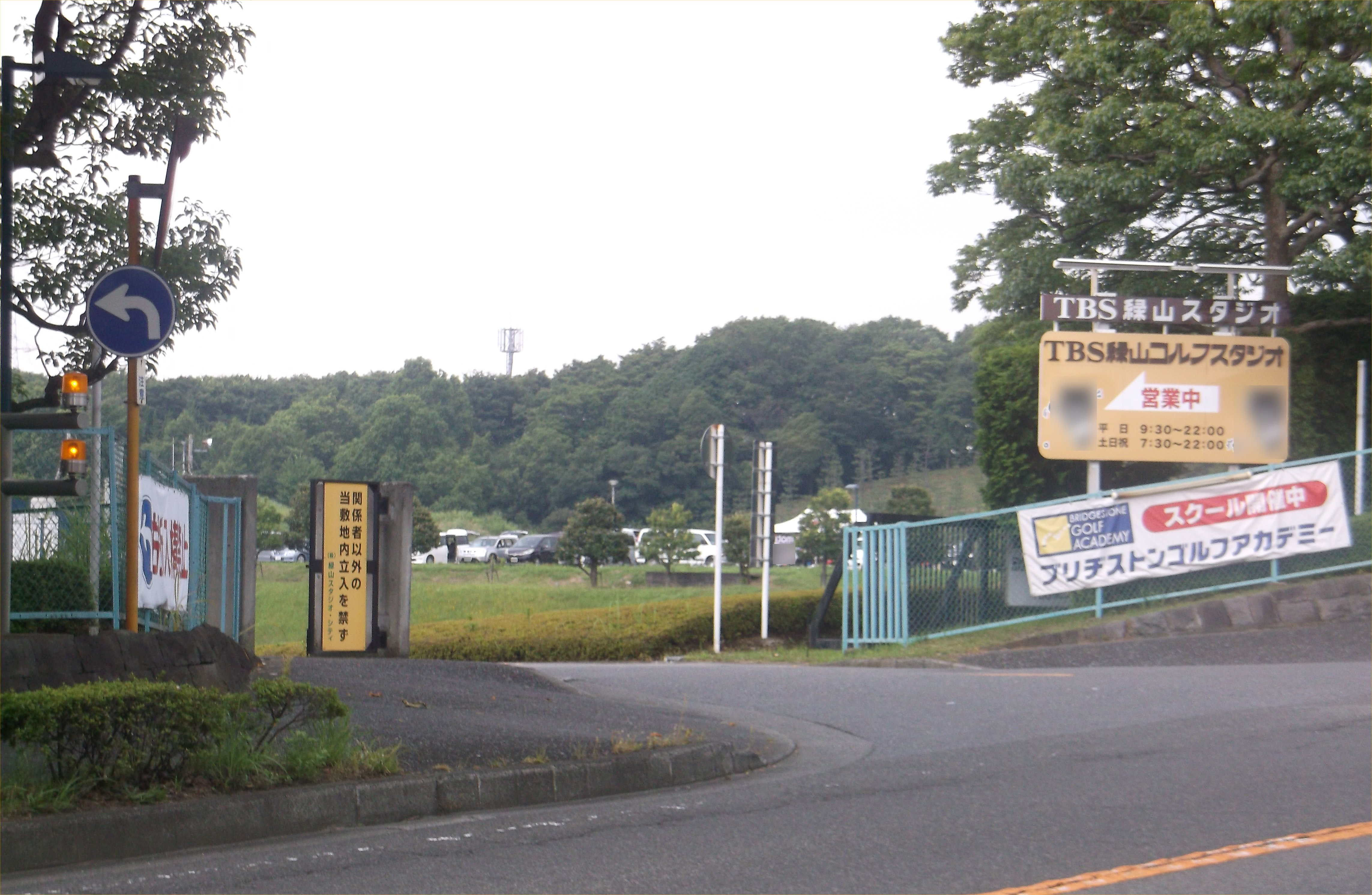
神奈川県横浜市青葉区緑山にある「緑山スタジオ・シティ」内にあった「TBS緑山ゴルフスタジオ」の入口写真。屋外セットが組める広場もある。

緑山スタジオ・シティ（みどりやまスタジオ・シティ、Midoriyama Studio City）は、TBSホールディングスが所有するテレビスタジオの名称である。同名の企業である株式会社緑山スタジオ・シティ（Midoriyama Studio City, Inc.）が運営している。略称はMSC。

## 概要
本来の「緑山スタジオ」は、東京放送（現：TBSホールディングス）が開局20周年の1971年ごろに「郊外への社屋移転計画」を打ち出し、そのための用地として取得した場所がこの地（当時の地名：横浜市緑区奈良町→緑区緑山。1994年に分区により青葉区となる）であった。しかし現実問題として完成当初から「（東京23区から）遠い」、「他作品との掛け持ちがしにくい」等の理由から出演者やスタッフからの評判はあまり良くなかったため、この地においてすべての番組制作を行うことは不可能と判断し、パッケージ番組の収録に特化した設備及び制作拠点として開設させた。
開設当初は東京放送が直接管理をしていたが、運営の合理化など諸事情から、管理・運営の専門子会社として「株式会社緑山スタジオ・シティ (MSC)」を発足させ、現在はTBSホールディングスが本スタジオの土地・建物を所有している。
「緑山スタジオ」では、殆どのTBS制作のテレビドラマや、『SASUKE』等の運動系バラエティ番組の収録が行われている。また、2022年12月までは東京メディアシティ（東京都世田谷区砧）にあるK1・K2スタジオをTBS砧スタジオとして管理・運営業務をMSCが受託していた。
基本的には貸しスタジオであり、M1スタジオや正面玄関・ロビーを中心として、TBS系に限らず、TBS以外の在京キー局・在阪準キー局・NHK・東海テレビ等が制作・放送するドラマなどテレビ番組の収録や、映画、CM撮影等にも使われている。
「緑山スタジオ」は、もともと広大な土地を確保していたため、以前赤坂本社敷地内にあったゴルフ練習場を当地に移転させた他、屋外にセットを常設した形の「オープンセット」用スペースも確保し、かつてはドラマ用の架空の住宅地やローソンのCM撮影専用に作られた住宅地、さらにはバラエティ用の常設アトラクションセットなどとしても使用された（『痛快なりゆき番組 風雲!たけし城』が最も有名）。
スタジオ棟全体がセットとして利用できるように設計されており、ロビーは病院の待合室やホテルやバーに、廊下や内部はそのまま会社のシーンなどに利用可能で80年代のドラマでは頻繁に利用された。その後経年のため使用される機会は減ったが現在も70-80年代を舞台とした撮影の場合に使用されることがある。
1990年には時代劇ビートたけし版『浮浪雲』でオープンセットに江戸時代の街並みが再現されて撮影に使われた。また、2005年には単発ドラマ『涙そうそうプロジェクト・広島 昭和20年8月6日』でオープンセットに原爆投下前の広島市街地が再現されて撮影に使われ、2009年はドラマ『こちら葛飾区亀有公園前派出所』の第1話で両津勘吉たちが神輿を担ぐシーンの一部がオープンセットで撮影された。2020年には『オールスター感謝祭』の名物コーナーの一つである赤坂5丁目ミニマラソンに代わる企画『緑山2100番地ミニマラソン』が開催された。
スタジオ数は当初4。地上デジタル放送への対応も踏まえ、2000年代に5つ目のスタジオ（完全ハイビジョン対応）をスタジオ北側に増設し、2023年12月には配信メディア向け作品を念頭に置いた6つ目のスタジオが完成し、現在に至る。
ハイビジョン対応については新設のM5スタジオから順次整備を進めて、現在は全スタジオが対応している。
アメリカ合衆国で放送されている『SASUKE』（Ninja Warrior）ではMt.Midoriyamaと呼ばれている。
公式サイトによると、同敷地内に「TBS番組センター棟」があり、TBS側、同社には詳細が明記されていないものの、同棟を手がけた有限会社エー・シー・エフの施工実績では2009年に「TBS番組センターテープ保管庫・新築工」の記載がある。
東京都道・神奈川県道139号真光寺長津田線（こどもの国通り）が敷地を2分する形で貫通している。

## 沿革
- 1975年（昭和50年）11月4日 - 土地造成起工式。
- 1981年（昭和56年）3月16日 - 竣工。
- 1981年（昭和56年）5月7日 - 火入れ式、ドラマ制作開始（初めて制作されたドラマは『ぼくらの時代』）。
- 1982年（昭和57年）7月28日 - 会社設立。
- 2023年（令和5年）
  - 9月30日 - TBS緑山ゴルフスタジオが営業終了[1]。
  - 12月1日 - 緑山スタジオ敷地内に、THE SEVEN専用のM6スタジオ(300坪)がオープン。

## 所在地
- 〒227-0037　神奈川県横浜市青葉区緑山2100

緑山の名は、地域の殆どが「TBS緑山スタジオ」として使用され、光の三原色の中の「緑」を採って「緑山」と名付けているが、番地は旧・奈良町のままであり、スタジオの建屋・遊水池側が2100番地、オープンセット側は2300番地である。

### アクセス
- 小田急小田原線鶴川駅から小田急バス鶴07系統こどもの国経由奈良北団地行または、鶴06系統こどもの国経由三菱ケミカル前行を利用、緑山スタジオ下車。
  - 鶴川駅から鶴09系統奈良北団地行の場合、緑山で下車し徒歩数分。
- 東急こどもの国線こどもの国駅から東急バス緑山61・62系統緑山循環利用、緑山スタジオ下車（1時間に1本程度の運行頻度）。
  - 青葉台駅・こどもの国駅から青118系統または、十日市場駅・田奈駅・恩田駅・こどもの国駅から横浜市営バス177系統奈良北団地折返場行の場合、奈良地区センターで下車しこどもの国通りを徒歩10分程度。
- 青葉台駅近くから、TBSロゴが貼られた直行マイクロバスも運行（社員、及び施設利用の出演者やスタッフ専用で一般の利用は不可）。

## 主な収録番組
※放送開始年月順で同年同月クール期は五十音順。年のみはTBS制作

以下の制作会社記号が記載されていない作品はTBSテレビの自社制作。
- ［KP］→ ［DM］ → ［SP］ - 木下プロダクション → ドリマックス・テレビジョン → TBSスパークル
- ［TP］ - テレパック
- ［KN］ - カノックス
- ［SW］ - ストーン・ウェル
- ［OH］ - オフィス・ヘンミ
- ［IH］ - 泉放送制作
- ［TH］ - 東宝
- ［AV］ - アベクカンパニー
- ［DT］ - 大映テレビ
- ［HO］ - ホリプロ
- ［AZ］ - アズバーズ
- ［KI］ - キティ・フィルム
- ［ES］ - イースト
- ［KF］ - ケイファクトリー
- ［MM］ - メディアミックス・ジャパン（MMJ）
- ［SG］ - 松竹芸能
- ［SH］ - 松竹
- ［KT］ - 共同テレビジョン（共テレ）
- ［KZ］ - カズモ
- ［CR］ - オフィスクレッシェンド
- ［NE］ → ［AX］ - 日本テレビエンタープライズ → 日テレアックスオン（AX-ON）
- ［JK］ - Joker
- ［TW］ - THE WORKS
- ［FE］ - ファインエンターテイメント
- ［IC］ - The icon
- ［RO］ - ROBOT

### バラエティ
- 加トちゃんケンちゃんごきげんテレビ THE DETECTIVE STORY（1986年 - 1992年）
- ゲーム・史上最大の作戦 → 加ト茶の史上最大の作戦!! （1986年）
- 痛快なりゆき番組 風雲!たけし城 （1986年）
- 筋肉番付シリーズ （1995年）
- SASUKEシリーズ （1997年 - ）
- オールスター感謝祭'20秋 （2020年）- 緑山2100番地ミニマラソン
- 出張!サンド屋台（2024年 - ）

### 映画
- みんなのいえ （2001年、東宝） - 家の建設地

## スタジオ
- M1スタジオ（180坪） … HD専用　外部貸出優先(NHK)
- M2スタジオ（180坪） … HD専用　外部貸出優先(NHK)
- M3スタジオ（180坪） … HD専用　TBS優先
- M4スタジオ（240坪） … HD専用　TBS優先
- M5スタジオ（240坪） … HD専用　TBS優先
- M6スタジオ（300坪） …　THE SEVEN優先

## オープンロケ地
（20,000坪、2,000坪）
『ぼくらの時代』（1981年制作ドラマ）、ローソンCM、『SASUKE』、『KUNOICHI』、『痛快なりゆき番組 風雲!たけし城』等
- 開設時はオープンスタジオ（もしくはオープンセット）と呼んでいたが、名称が変更された。TBS優先だが他局他社利用も可能

## 備考
- かつて緑山スタジオ内に『TBS緑山塾』という、俳優・声優・歌手・アイドル・タレント・アナウンサーなどを育成する養成所が存在した。かつては一年間掛けて育成していたが、後に自然消滅的に廃止された。現在は不定期で短期養成機関として開講することがある程度。著名な出身者として歌手の徳永英明や渡辺かおるらがいる。

### 技術・美術関連
技術
- TBSアクトプロダクション本部
  - 東通（旧社名）
  - エヌ・エス・ティー（旧社名）
  - TBSテックス（旧社名）
  - タムコ（旧社名、音声技術業務）
- ニユーテレス
- バスク
- ビデオスタッフ
- 池田屋
- ブル（音声技術業務）

照明
- TBSアクトデザイン本部ライティングセンター
  - ティ・エル・シー（旧社名）
  - ラ・ルーチェ（旧社名）
- ザ・ホライズン

美術
- TBSアクトデザイン本部アートセンター
  - アックス（旧社名）
- NHKアート
- 日本テレビアート
- フジアール
- テレビ朝日クリエイト
- 金井大道具
- 東宝舞台
- エス・ピー・ディー明治
- テレフィット
- 東京美工
- 京阪商会

### テレビスタジオ関連
- 東京メディアシティ
  - 砧スタジオ（2022年までTBSが管理・使用、翌年2023年以降はK1・K2ともに、NHKの番組収録スタジオとして使用）
  - レモンスタジオ（関西テレビ放送）
- 生田スタジオ（日本テレビ放送網）
- フジテレビ湾岸スタジオ
- テレビ朝日アーク放送センター
- テレビ東京天王洲スタジオ
- 毎日放送千里丘放送センター（2007年7月31日で閉鎖された）
- MBSスタジオ in USJ（2014年3月末で閉鎖された）